# Copa Simón Bolívar 2019 (Bolivia)
La Copa Simón Bolívar 2019 fue la 31.ª edición del torneo de la Copa Simón Bolívar.

## Clubes participantes

### Distribución geográfica de los clubes
| Departamento | Cantidad | Club                     |
| ------------ | -------- | ------------------------ |
| Beni         | 3        | Deportivo Kivón          |
| Beni         | 3        | Universitario del Beni   |
| Beni         | 3        | San Joaquin Gota De Oro  |
| Chuquisaca   | 3        | Universitario            |
| Chuquisaca   | 3        | Independiente Petrolero  |
| Chuquisaca   | 3        | Stormers                 |
| Cochabamba   | 2        | Arauco Prado             |
| Cochabamba   | 2        | Atletico Palmaflor       |
| La Paz       | 2        | Deportivo FATIC          |
| La Paz       | 2        | Virgen de Chijipata      |
| Oruro        | 2        | Empresa Minera Huanuni   |
| Oruro        | 2        | Deportivo Escara         |
| Pando        | 2        | Mariscal Sucre           |
| Pando        | 2        | Vaca Díez                |
| Potosí       | 2        | Stormers San Lorenzo     |
| Potosí       | 2        | Wilstermann Cooperativas |
| Santa Cruz   | 2        | Real Santa Cruz          |
| Santa Cruz   | 2        | Torre Fuerte             |
| Tarija       | 3        | Nacional SENAC           |
| Tarija       | 3        | Real Tomayapo            |
| Tarija       | 3        | Deportivo Fortaleza      |

### Información de los clubes
Los equipos participantes clasificaron a lo largo del año a través de las competiciones departamentales llevados a cabo entre las gestiones 2018 y 2019. En cursiva, los equipos debutantes en la competición.
| Club                                              | Entrenador                      | Condición                                                      | Ciudad                  | Estadio                      | Capacidad    |
| ------------------------------------------------- | ------------------------------- | -------------------------------------------------------------- | ----------------------- | ---------------------------- | ------------ |
| Club Real Santa Cruz                              | José "Pepe" Peña                | Campeón del segundo Torneo de la ACF 2018                      | Santa Cruz de la Sierra | Juan Carlos Durán            | 12 000       |
| Club Deportivo Universitario San Francisco Xavier | Adrián Romero                   | Descendido de la División Profesional 2018                     | Sucre                   | Olímpico Patria Ex Seminario | 30 000 3.500 |
| Club Deportivo Universitario del Beni             | Luis Fernando Acosta            | Subcampeón del Torneo de la ABF 2018                           | Trinidad                | Gran Mamoré Yoyo Zambrano    | 15.000 3.000 |
| Club Empresa Minera Huanuni                       | Domingo Sánchez                 | Campeón del Torneo de la AFO 2018                              | Huanuni                 | Manuel Flores                | 15.000       |
| Club Chapaquito Nacional SENAC                    | Cristian Bernadas Luis Palacios | Campeón del Torneo de la ATF 2018/II                           | Tarija                  | IV Centenario                | 20.000       |
| Deportivo Escara                                  | Agustín Ajhuacho                | Subcampeón del Torneo de la AFO 2018                           | Oruro Escara            | Jesús Bermúdez               | 32.000       |
| Deportivo Kivón                                   | Sergio Ayoropa                  | Campeón del Torneo de la ABF 2018                              | Trinidad                | Gran Mamoré Yoyo Zambrano    | 15.000 3.000 |
| Independiente Petrolero                           | Oscar Gonzáles                  | Campeón del ACHF 2019/I                                        | Sucre                   | Olímpico Patria              | 30 000       |
| Stormers Sporting Club                            | Dailer Gutiérrez                | Subcampeón del ACHF 2019/I                                     | Sucre                   | Olímpico Patria              | 30 000       |
| Club Deportivo FATIC                              | Luis Orozco                     | Campeón del AFLP 2019                                          | El Alto                 | Municipal de El Alto         | 25 000       |
| Club Deportivo Mariscal Sucre                     | Armando Ibáñez                  | Campeón de la APF 2019/I                                       | Cobija                  | Roberto Jordán Cuéllar       | 24 000       |
| Club Deportivo Virgen de Chijipata                | Sergio Apaza                    | Subcampeón del AFLP 2019                                       | Laja                    | Municipal de Laja            | 1 000        |
| Club Vaca Díez                                    | Jhonny Nay                      | Subcampeón de la APF 2019/I                                    | Cobija                  | Roberto Jordán Cuéllar       | 24 000       |
| Club Stormers San Lorenzo                         | David Villafuerte               | Campeón del AFP 2019-I                                         | Potosí                  | Potosí                       | 7 000        |
| Club Wilstermann Cooperativas 10 de Noviembre     | Jhonny Serrudo                  | Subcampeón del AFP 2019-I                                      | Potosí                  | Potosí                       | 7 000        |
| Club Deportivo Real Tomayapo                      | Horacio Pacheco                 | Campeón del Torneo de la ATF 2019/I                            | Tarija                  | IV Centenario                | 20.000       |
| Club Arauco Prado                                 | Limbert Morejón                 | Campeón del Torneo de la AFC 2019/I                            | Cochabamba              | Félix Capriles               | 32.000       |
| Club Atlético Palmaflor                           | Humberto Viviani                | Subcampeón del Torneo de la AFC 2019/I                         | Cochabamba              | Municipal de Quillacollo     | 5.000        |
| Club Deportivo Torre Fuerte                       | Wilson Escalante                | Campeón del Torneo de la ACF 2019                              | Santa Cruz de la Sierra | Municipal Villa 1.º de Mayo  | 7.000        |
| Club Deportivo San Joaquín Gota de Oro            | Rony Carvajal                   | Ganador de la Serie B del Torneo Nacional Interprovincial 2019 | Guayaramerín            | Municipal de Guayararmerín   | 2.000        |
| Club Deportivo Fortaleza                          | Milton Maygua                   | Ganador de la Serie A del Torneo Nacional Interprovincial 2019 | Yacuiba                 | Provincial de Yacuiba        | 25.000       |
| Actualizado el 3 de agosto de 2019                |                                 |                                                                |                         |                              |              |

1. ↑  «Estamos preparados para llegar a división profesional». Los Tiempos. 10 de diciembre de 2019. Consultado el 18 de diciembre de 2019.
2. ↑  «Palmaflor tramita cambio de nombre y presenta refuerzos». Opinión. 5 de julio de 2019. Consultado el 12 de julio de 2019.
3. ↑  El Club está inscrito en los datos de la Federación Boliviana de Fútbol como Municipal Vinto, pero los socios del club decidieron cambiarlo a "Atlético Palmaflor".[1] Finalmente, el vicepresidente del club confirmaría que los trámites de cambio de nombre se encontraban en proceso, por lo que el cambio de nombre se podría finiquitar durante el tiempo de competición,
[2] por lo que en el presente artículo se referirá al equipo por su nombre tradicional: Atlético Palmaflor.

### Entrenadores
| Listado de entrenadores  | Listado de entrenadores | Listado de entrenadores         |
| Equipo                   | Fechas                  | Entrenador                      |
| ------------------------ | ----------------------- | ------------------------------- |
| Real Santa Cruz          | Todas                   | José "Pepe" Peña                |
| Universitario de Beni    | Todas                   | Luis Fernando Acosta            |
| Universitario de Sucre   | Todas                   | Adrián Romero                   |
| Empresa Minera Huanuni   | Todas                   | Domingo Sánchez                 |
| Nacional SENAC           | Todas                   | Cristian Bernadas Luis Palacios |
| Deportivo Escara         | Todas                   | Agustín Ajhuacho                |
| Deportivo Kivón          | Todas                   | Sergio Ayoropa                  |
| Independiente Petrolero  | Todas                   | Oscar Gonzáles                  |
| Stormers                 | Todas                   | Dailer Gutiérrez                |
| Deportivo FATIC          | Todas                   | Luis Orozco                     |
| Mariscal Sucre           | Todas                   | Claudio Marrupe                 |
| Virgen de Chijipata      | Todas                   | Erlan Álvarez                   |
| Vaca Díez                | Todas                   | Jhonny Nay                      |
| Wilstermann Cooperativas | Todas                   | Jhonny Serrudo                  |
| Stormers San Lorenzo     | Todas                   | David Villafuerte               |
| Real Tomayapo            | Todas                   | Horacio Pacheco                 |
| Arauco Prado             | Todas                   | Freddy Bolívar                  |
| Atlético Palmaflor       | Todas                   | Humberto Viviani                |
| Torre Fuerte             | Todas                   | Wilson Escalante                |
| San Joaquín Gota de Oro  | Todas                   | Rony Carvajal                   |
| Deportivo Fortaleza      | Todas                   | Milton Maygua                   |
|                          |                         |                                 |

#### Cambios de entrenadores

##### Pretemporada
| Equipo                   | Entrenador Saliente   | Último Partido                                    | Fecha               | Entrenador Sucesor |
| ------------------------ | --------------------- | ------------------------------------------------- | ------------------- | ------------------ |
| Virgen de Chijipata      | Erlan Álvarez         | Virgen de Chijipata 4:1 Unión Maestranza          | 01 de junio de 2019 | Sergio Apaza       |
| Real Santa Cruz          | Armando Ibáñez        | Torre Fuerte 2:0 Real Santa Cruz                  | 29 de junio de 2019 | José "Pepe" Peña   |
| Deportivo Escara         | Genry José Mena       | Deportivo Escara 1:0 San Isidro                   | 30 de junio de 2019 | Agustín Ajhuacho   |
| Wilstermann Cooperativas | Luis Alberto Carvajal | Stormers-San Lorenzo 3:2 Wilstermann Cooperativas | 30 de junio de 2019 | Jhonny Serrudo     |

##### Durante la Copa
| Equipo                  | Pos. | Entrenador Saliente     | Último Partido                                   | Fecha | Entrenador Sucesor                | Fecha Debut |
| ----------------------- | ---- | ----------------------- | ------------------------------------------------ | ----- | --------------------------------- | ----------- |
| Deportivo Fortaleza     | 7°   | Edil Carrión            | Wilstermann Cooperativas 2:0 Deportivo Fortaleza | 1°    | Milton Maygua                     | 2°          |
| Universitario de Sucre  | 6°   | Richard Cueto           | Stormers 2:3 Universitario                       | 2º    | Adrián Romero                     | 3º          |
| Nacional SENAC          | 7°   | Ramiro Tolaba           | Nacional SENAC 1:1 Stormers                      | 5°    | Cristian Bernadas y Luis Palacios | 6°          |
| Independiente Petrolero | 3°   | Sandro Coelho           | Deportivo Fortaleza 2:1 Independiente Petrolero  | 5°    | Oscar Gonzáles                    | 6°          |
| Mariscal Sucre          | 2°   | Claudio Marrupe         | San Joaquín Gota de Oro 2:4 Mariscal Sucre       | 5°    | Daniel Apuri (interino)           | 6°          |
| Mariscal Sucre          | 3°   | Daniel Apuri (interino) | Real Santa Cruz 2:0 Mariscal Sucre               | 6°    | Armando Ibáñez                    | 7°          |
| Arauco Prado            | 4°   | Freddy Bolívar          | Arauco Prado 1:2 Atlético Palmaflor              | 4°    | Limbert Morejón                   | 5°          |
| Torre Fuerte            | 4°   | Santos Amador           | Torre Fuerte 0:1 Mariscal Sucre                  | 7°    | Wilson Escalante                  | 8°          |

### Jugador categoría Sub-20
El Consejo de la División Profesional aprobó la inclusión obligatoria de un jugador de la categoría sub-20 durante 90 minutos.

### Jugadores categoría Sub-28
Edad máxima de 28 años en todos los planteles, se pueden tener un máximo de 3 jugadores mayores de 28 años.

### Jugadores extranjeros
Cada equipo pudo incluir dentro de su lista un máximo de cuatro jugadores extranjeros, permitiéndose un máximo de 3 jugadores extranjeros simultáneos en cancha. Los jugadores extranjeros que posean nacionalidad boliviana, pueden ser inscritos como jugadores bolivianos, pero en el terreno de juego cuentan como extranjeros. Los jugadores extranjeros que tengan uno o los dos padres bolivianos, son bolivianos en las listas y en el terreno de juego. Durante el período de fichajes los equipos pueden tener más de 4 jugadores extranjeros en sus filas siempre y cuando el jugador no esté inscrito reglamentariamente.
| Real Santa Cruz          | Bandera de ?      | Bandera de ?  | Bandera de ?  | Bandera de ? | Bandera de ? | Bandera de ? |
| Universitario de Sucre   | Alexis Gonzáles   | Esteban Ángel | Bandera de ?  | Bandera de ? | Bandera de ? | Bandera de ? |
| Universitario de Beni    | Bandera de ?      | Bandera de ?  | Bandera de ?  | Bandera de ? | Bandera de ? | Bandera de ? |
| Empresa Minera Huanuni   | Thabiso Brown     | Bandera de ?  | Bandera de ?  | Bandera de ? | Bandera de ? | Bandera de ? |
| Nacional SENAC           | Bandera de ?      | Bandera de ?  | Bandera de ?  | Bandera de ? | Bandera de ? | Bandera de ? |
| Deportivo Escara         | Bandera de ?      | Bandera de ?  | Bandera de ?  | Bandera de ? | Bandera de ? | Bandera de ? |
| Deportivo Kivón          | Oscar Heredia     | Héctor Medina | Edwin Ramírez | Bandera de ? | Bandera de ? | Bandera de ? |
| Independiente Petrolero  | Bandera de ?      | Bandera de ?  | Bandera de ?  | Bandera de ? | Bandera de ? | Bandera de ? |
| Stormers                 | Bandera de ?      | Bandera de ?  | Bandera de ?  | Bandera de ? | Bandera de ? | Bandera de ? |
| Deportivo FATIC          | Bandera de ?      | Bandera de ?  | Bandera de ?  | Bandera de ? | Bandera de ? | Bandera de ? |
| Mariscal Sucre           | Bandera de ?      | Bandera de ?  | Bandera de ?  | Bandera de ? | Bandera de ? | Bandera de ? |
| Virgen de Chijipata      | Bandera de ?      | Bandera de ?  | Bandera de ?  | Bandera de ? | Bandera de ? | Bandera de ? |
| Vaca Díez                | Bandera de ?      | Bandera de ?  | Bandera de ?  | Bandera de ? | Bandera de ? | Bandera de ? |
| Wilstermann-Cooperativas | Bandera de ?      | Bandera de ?  | Bandera de ?  | Bandera de ? | Bandera de ? | Bandera de ? |
| Stormers San Lorenzo     | Bandera de ?      | Bandera de ?  | Bandera de ?  | Bandera de ? | Bandera de ? | Bandera de ? |
| Real Tomayapo            | Cristian Neculñir | Bandera de ?  | Bandera de ?  | Bandera de ? | Bandera de ? | Bandera de ? |
| Atlético Palmaflor       | Bandera de ?      | Bandera de ?  | Bandera de ?  | Bandera de ? | Bandera de ? | Bandera de ? |
| Arauco Prado             | Bandera de ?      | Bandera de ?  | Bandera de ?  | Bandera de ? | Bandera de ? | Bandera de ? |
| Torre Fuerte             | Bandera de ?      | Bandera de ?  | Bandera de ?  | Bandera de ? | Bandera de ? | Bandera de ? |
| San Joaquín Gota De Oro  | Bandera de ?      | Bandera de ?  | Bandera de ?  | Bandera de ? | Bandera de ? | Bandera de ? |
| Deportivo Fortaleza      | Bandera de ?      | Bandera de ?  | Bandera de ?  | Bandera de ? | Bandera de ? | Bandera de ? |

## Sedes

### Estadios
Listados de los estadios que utilizan los equipos participantes y su respectiva información, ordenados según su capacidad. Separados por cada Grupo correspondiente.

#### Grupo A
| Jesús Bermúdez                                        |
| Oruro                                                 |
|                                                       |
| Capacidad: 33 795                                     |
| Propietario: Gobierno Autónomo Departamental de Oruro |

| Félix Capriles                                             |
| Cochabamba                                                 |
|                                                            |
| Capacidad: 32 000                                          |
| Propietario: Gobierno Autónomo Departamental de Cochabamba |

| Villa Ingenio                                       |
| El Alto                                             |
|                                                     |
| Capacidad: 25 000                                   |
| Propietario: Gobierno Autónomo Municipal de El Alto |

| Manuel Flores                                       |
| Huanuni                                             |
|                                                     |
| Capacidad: 10 000                                   |
| Propietario: Gobierno Autónomo Municipal De Huanuni |

| Municipal de Quillacollo                                |
| Quillacollo                                             |
|                                                         |
| Capacidad: 8 000                                        |
| Propietario: Gobierno Autónomo Municipal de Quillacollo |

| Capitán José Angulo                       |
| Sacaba                                    |
|                                           |
| Capacidad: 6 200                          |
| Propietario: Gobierno Municipal de Sacaba |

| Sebastián Ramírez                            |
| Tiquipaya                                    |
|                                              |
| Capacidad: 3 000                             |
| Propietario: Gobierno Municipal de Tiquipaya |

| Municipal de Laja                       |
| Laja                                    |
|                                         |
| Capacidad: 1 000                        |
| Propietario: Gobierno Municipal de Laja |

#### Grupo B
| Roberto Jordán Cuéllar                       |
| Cobija                                       |
|                                              |
| Capacidad: 24 000                            |
| Propietario: Gobierno Departamental de Pando |

| Edgar Peña                                |
| Santa Cruz de la Sierra                   |
|                                           |
| Capacidad: 17 000                         |
| Propietario: Asociación Cruceña de Fútbol |

| Juan Carlos Durán                 |
| Santa Cruz de la Sierra           |
|                                   |
| Capacidad: 13 000                 |
| Propietario: Club Real Santa Cruz |

| Lorgio "Yoyo" Zambrano                    |
| Trinidad                                  |
|                                           |
| Capacidad: 8 000                          |
| Propietario: Asociación Beniana de Fútbol |

| Villa 1° de Mayo                                       |
| Santa Cruz de la Sierra                                |
|                                                        |
| Capacidad: 7 000                                       |
| Propietario: Gobierno Autónomo Municipal De Santa Cruz |

| Municipal "Enrique Giese"                             |
| Riberalta                                             |
|                                                       |
| Capacidad: 2 000                                      |
| Propietario: Gobierno Autónomo Municipal de Riberalta |

#### Grupo C
| Olímpico Patria                                   |
| Sucre                                             |
|                                                   |
| Capacidad: 32 700                                 |
| Propietario: Gobierno Departamental de Chuquisaca |

| Víctor Agustín Ugarte                           |
| Potosí                                          |
|                                                 |
| Capacidad: 30 000                               |
| Propietario: Servicio Departamental de Deportes |

| Provincial de Yacuiba                               |
| Yacuiba                                             |
|                                                     |
| Capacidad: 25 000                                   |
| Propietario: Gobierno Autónomo Municipal de Yacuiba |

| IV Centenario                                          |
| Tarija                                                 |
|                                                        |
| Capacidad: 20 000                                      |
| Propietario: Gobierno Autónomo Departamental de Tarija |

| Estadio Lourdes - Yotala                           |
| Yotala                                             |
|                                                    |
| Capacidad: 6 500                                   |
| Propietario: Gobierno Autónomo Municipal De Yotala |

| Serafin Ferreira                                      |
| Catavi                                                |
|                                                       |
| Capacidad: 5 000                                      |
| Propietario: Gobierno Autónomo Municipal De Llallagua |

| Miners Pailaviri                                 |
| Potosí                                           |
|                                                  |
| Capacidad: 4 100                                 |
| Propietario: Gobernación Departamental de Potosí |

## Fase de grupos

### Grupo A
Cochabamba,  La Paz y  Oruro.

|  | Equipos clasificados a la segunda fase de la Copa Simón Bolivar |
|  | Equipos eliminados.                                             |

| Pos. | Equipo                 | Pts. | PJ | PG | PE | PP | GF | GC | DG  |
| ---- | ---------------------- | ---- | -- | -- | -- | -- | -- | -- | --- |
| 1°   | Atlético Palmaflor     | 30   | 10 | 10 | 0  | 0  | 21 | 9  | +12 |
| 2°   | Deportivo FATIC        | 22   | 10 | 7  | 1  | 2  | 37 | 9  | +28 |
| 3°   | Empresa Minera Huanuni | 15   | 10 | 4  | 3  | 3  | 20 | 17 | +3  |
| 4°   | Arauco Prado           | 8    | 10 | 2  | 2  | 6  | 12 | 23 | -11 |
| 5°   | Deportivo Escara       | 8    | 10 | 2  | 2  | 6  | 8  | 19 | -11 |
| 6°   | Virgen de Chijipata    | 2    | 10 | 0  | 2  | 8  | 4  | 25 | -21 |

Pts = Puntos; PJ = Partidos Jugados; G = Partidos Ganados; E = Partidos Empatados; P = Partidos Perdidos; GF = Goles Anotados; GC = Goles Recibidos; Dif = Diferencia de gol

#### Fixture
|  | Local                  | Resultado | Visitante           |  | Estadio           | Fecha       | Hora  |
|  | Empresa Minera Huanuni | 2 - 0     | Deportivo Escara    |  | Manuel Flores     | 3 de agosto | 15:30 |
|  | Arauco Prado           | 3 - 1     | Virgen de Chijipata |  | Sebastián Ramírez | 4 de agosto | 15:30 |
|  | Deportivo FATIC        | 1 - 2     | Atlético Palmaflor  |  | Villa Ingenio     | 4 de agosto | 15:30 |

|  | Local               | Resultado | Visitante              |  | Estadio           | Fecha        | Hora  |
|  | Virgen de Chijipata | 1 - 3     | Atlético Palmaflor     |  | Municipal de Laja | 10 de agosto | 13:00 |
|  | Deportivo Escara    | 0 - 2     | Deportivo FATIC        |  | Jesús Bermúdez    | 10 de agosto | 15:30 |
|  | Arauco Prado        | 0 - 3     | Empresa Minera Huanuni |  | Félix Capriles    | 10 de agosto | 15:30 |

|  | Local                  | Resultado | Visitante           |  | Estadio           | Fecha        | Hora  |
|  | Empresa Minera Huanuni | 2 - 0     | Virgen de Chijipata |  | Manuel Flores     | 17 de agosto | 15:30 |
|  | Atlético Palmaflor     | 2 - 1     | Deportivo Escara    |  | Sebastián Ramírez | 17 de agosto | 15:30 |
|  | Deportivo FATIC        | 3 - 0     | Arauco Prado        |  | Villa Ingenio     | 18 de agosto | 15:30 |

|  | Virgen de Chijipata    | 0 - 0 | Deportivo Escara   |  | Municipal de Laja | 24 de agosto | 13:00 |
|  | Arauco Prado           | 1 - 2 | Atlético Palmaflor |  | Félix Capriles    | 24 de agosto | 15:30 |
|  | Empresa Minera Huanuni | 3 - 3 | Deportivo FATIC    |  | Manuel Flores     | 25 de agosto | 15:30 |

|  | Deportivo FATIC    | 5 - 0 | Virgen de Chijipata    |  | Villa Ingenio            | 7 de septiembre | 15:30 |
|  | Atlético Palmaflor | 1 - 0 | Empresa Minera Huanuni |  | Municipal de Quillacollo | 7 de septiembre | 15:30 |
|  | Deportivo Escara   | 2 - 1 | Arauco Prado           |  | Jesús Bermúdez           | 8 de septiembre | 13:30 |

|  | Virgen de Chijipata | 0 - 0 | Arauco Prado           |  | Municipal de Laja        | 14 de septiembre | 13:00 |
|  | Deportivo Escara    | 2 - 2 | Empresa Minera Huanuni |  | Jesús Bermúdez           | 14 de septiembre | 15:30 |
|  | Atlético Palmaflor  | 2 - 1 | Deportivo FATIC        |  | Municipal de Quillacollo | 14 de septiembre | 15:30 |

|  | Atlético Palmaflor     | 2 - 1 | Virgen de Chijipata |  | Félix Capriles | 21 de septiembre | 15:30 |
|  | Deportivo FATIC        | 5 - 1 | Deportivo Escara    |  | Villa Ingenio  | 22 de septiembre | 15:30 |
|  | Empresa Minera Huanuni | 2 - 2 | Arauco Prado        |  | Manuel Flores  | 22 de septiembre | 15:30 |

|  | Virgen de Chijipata | 1 - 4 | Empresa Minera Huanuni |  | Municipal de Laja | 28 de septiembre | 13:00 |
|  | Arauco Prado        | 0 - 6 | Deportivo FATIC        |  | Félix Capriles    | 28 de septiembre | 15:30 |
|  | Deportivo Escara    | 0 - 2 | Atlético Palmaflor     |  | Jesús Bermúdez    | 29 de septiembre | 15:30 |

|  | Local              | Resultado | Visitante              |  | Estadio        | Fecha        | Hora  |
|  | Deportivo Escara   | 1 - 0     | Virgen de Chijipata    |  | Jesús Bermúdez | 5 de octubre | 15:30 |
|  | Atlético Palmaflor | 3 - 2     | Arauco Prado           |  | Félix Capriles | 6 de octubre | 15:30 |
|  | Deportivo FATIC    | 6 - 1     | Empresa Minera Huanuni |  | Villa Ingenio  | 6 de octubre | 15:30 |

|  | Empresa Minera Huanuni | 1 - 2 | Atlético Palmaflor |  | Manuel Flores                | 11 de octubre | 15:30 |
|  | Virgen de Chijipata    | 0 - 5 | Deportivo FATIC    |  | Municipal de Laja            | 12 de octubre | 13:00 |
|  | Arauco Prado           | 3 - 1 | Deportivo Escara   |  | Capitán José Angulo - Sacaba | 13 de octubre | 15:30 |

### Grupo B
Beni,  Pando y  Santa Cruz.

|  | Equipos clasificados a la segunda fase de la Copa Simón Bolivar |
|  | Equipos eliminados.                                             |

| Pos. | Equipo                  | Pts. | PJ | PG | PE | PP | GF | GC | DG  |
| ---- | ----------------------- | ---- | -- | -- | -- | -- | -- | -- | --- |
| 1°   | Vaca Díez               | 26   | 12 | 8  | 2  | 2  | 33 | 13 | +20 |
| 2°   | Real Santa Cruz         | 23   | 12 | 7  | 2  | 3  | 29 | 9  | +20 |
| 3°   | Mariscal Sucre          | 23   | 12 | 7  | 2  | 3  | 31 | 18 | +13 |
| 4°   | Torre Fuerte            | 19   | 12 | 5  | 4  | 3  | 26 | 13 | +13 |
| 5°   | Deportivo Kivón         | 16   | 12 | 5  | 1  | 6  | 19 | 33 | -14 |
| 6°   | Universitario del Beni  | 8    | 12 | 2  | 2  | 8  | 15 | 42 | -27 |
| 7°   | San Joaquín Gota de Oro | 4    | 12 | 1  | 1  | 10 | 13 | 38 | -25 |

Pts = Puntos; PJ = Partidos Jugados; G = Partidos Ganados; E = Partidos Empatados; P = Partidos Perdidos; GF = Goles Anotados; GC = Goles Recibidos; Dif = Diferencia de gol

#### Fixture
| Fecha 1                           | Fecha 1         | Fecha 1   | Fecha 1                | Fecha 1 | Fecha 1                | Fecha 1     | Fecha 1 | Fecha 1 | Fecha 1 | Fecha 1 | Fecha 1 | Fecha 1 | Fecha 1 |
| --------------------------------- | --------------- | --------- | ---------------------- | ------- | ---------------------- | ----------- | ------- | ------- | ------- | ------- | ------- | ------- | ------- |
|                                   | Local           | Resultado | Visitante              |         | Estadio                | Fecha       | Hora    |         |         |         |         |         |         |
|                                   | Torre Fuerte    | 0 - 0     | Real Santa Cruz        |         | Edgar Peña             | 27 de julio | 15:30   |         |         |         |         |         |         |
|                                   | Vaca Díez       | 1 - 2     | Mariscal Sucre         |         | Roberto Jordán Cuéllar | 28 de julio | 17:00   |         |         |         |         |         |         |
|                                   | Deportivo Kivón | 2 - 1     | Universitario del Beni |         | Yoyo Zambrano          | 28 de julio | 15:30   |         |         |         |         |         |         |
| Descansa: San Joaquín Gota de Oro |                 |           |                        |         |                        |             |         |         |         |         |         |         |         |

| Fecha 2                | Fecha 2         | Fecha 2   | Fecha 2                 | Fecha 2 | Fecha 2                | Fecha 2     | Fecha 2 | Fecha 2 | Fecha 2 | Fecha 2 | Fecha 2 | Fecha 2 | Fecha 2 |
| ---------------------- | --------------- | --------- | ----------------------- | ------- | ---------------------- | ----------- | ------- | ------- | ------- | ------- | ------- | ------- | ------- |
|                        | Local           | Resultado | Visitante               |         | Estadio                | Fecha       | Hora    |         |         |         |         |         |         |
|                        | Mariscal Sucre  | 6 - 2     | Deportivo Kivón         |         | Roberto Jordán Cuéllar | 3 de agosto | 15:30   |         |         |         |         |         |         |
|                        | Real Santa Cruz | 6 - 0     | San Joaquín Gota de Oro |         | Juan Carlos Durán      | 3 de agosto | 16:00   |         |         |         |         |         |         |
|                        | Vaca Díez       | 5 - 1     | Universitario del Beni  |         | Roberto Jordán Cuéllar | 4 de agosto | 16:00   |         |         |         |         |         |         |
| Descansa: Torre Fuerte |                 |           |                         |         |                        |             |         |         |         |         |         |         |         |

| Fecha 3                   | Fecha 3        | Fecha 3   | Fecha 3                 | Fecha 3 | Fecha 3                | Fecha 3     | Fecha 3 | Fecha 3 | Fecha 3 | Fecha 3 | Fecha 3 | Fecha 3 | Fecha 3 |
| ------------------------- | -------------- | --------- | ----------------------- | ------- | ---------------------- | ----------- | ------- | ------- | ------- | ------- | ------- | ------- | ------- |
|                           | Local          | Resultado | Visitante               |         | Estadio                | Fecha       | Hora    |         |         |         |         |         |         |
|                           | Torre Fuerte   | 3 - 0     | San Joaquín Gota de Oro |         | Villa 1.º de Mayo      | 7 de agosto | 15:30   |         |         |         |         |         |         |
|                           | Mariscal Sucre | 2 - 2     | Universitario del Beni  |         | Roberto Jordán Cuéllar | 7 de agosto | 20:30   |         |         |         |         |         |         |
|                           | Vaca Díez      | 3 - 0     | Deportivo Kivón         |         | Roberto Jordán Cuéllar | 8 de agosto | 20:30   |         |         |         |         |         |         |
| Descansa: Real Santa Cruz |                |           |                         |         |                        |             |         |         |         |         |         |         |         |

|                          | Deportivo Kivón         | 0 - 5 | Torre Fuerte    |  | Yoyo Zambrano             | 17 de agosto | 16:00 |
|                          | Universitario del Beni  | 2 - 1 | Real Santa Cruz |  | Yoyo Zambrano             | 18 de agosto | 15:30 |
|                          | San Joaquín Gota de Oro | 1 - 1 | Vaca Díez       |  | Enrique Giese - Riberalta | 18 de agosto | 15:30 |
| Descansa: Mariscal Sucre |                         |       |                 |  |                           |              |       |

| Fecha 5             | Fecha 5                 | Fecha 5   | Fecha 5         | Fecha 5 | Fecha 5                   | Fecha 5      | Fecha 5 | Fecha 5 | Fecha 5 | Fecha 5 | Fecha 5 | Fecha 5 | Fecha 5 |
|                     | Local                   | Resultado | Visitante       |         | Estadio                   | Fecha        | Hora    |         |         |         |         |         |         |
| ------------------- | ----------------------- | --------- | --------------- | ------- | ------------------------- | ------------ | ------- | ------- | ------- | ------- | ------- | ------- | ------- |
|                     | Deportivo Kivón         | 2 - 0     | Real Santa Cruz |         | Yoyo Zambrano             | 21 de agosto | 19:30   |         |         |         |         |         |         |
|                     | San Joaquín Gota de Oro | 2 - 4     | Mariscal Sucre  |         | Enrique Giese - Riberalta | 21 de agosto | 20:30   |         |         |         |         |         |         |
|                     | Universitario del Beni  | 2 - 2     | Torre Fuerte    |         | Yoyo Zambrano             | 22 de agosto | 20:30   |         |         |         |         |         |         |
| Descansa: Vaca Díez |                         |           |                 |         |                           |              |         |         |         |         |         |         |         |

| Fecha 6                   | Fecha 6                | Fecha 6   | Fecha 6                 | Fecha 6 | Fecha 6           | Fecha 6         | Fecha 6 | Fecha 6 | Fecha 6 | Fecha 6 | Fecha 6 | Fecha 6 | Fecha 6 |
|                           | Local                  | Resultado | Visitante               |         | Estadio           | Fecha           | Hora    |         |         |         |         |         |         |
| ------------------------- | ---------------------- | --------- | ----------------------- | ------- | ----------------- | --------------- | ------- | ------- | ------- | ------- | ------- | ------- | ------- |
|                           | Torre Fuerte           | 0 - 1     | Vaca Díez               |         | Edgar Peña        | 31 de agosto    | 15:30   |         |         |         |         |         |         |
|                           | Real Santa Cruz        | 2 - 0     | Mariscal Sucre          |         | Juan Carlos Durán | 1 de septiembre | 15:30   |         |         |         |         |         |         |
|                           | Universitario del Beni | 3 - 2     | San Joaquín Gota de Oro |         | Yoyo Zambrano     | 1 de septiembre | 19:30   |         |         |         |         |         |         |
| Descansa: Deportivo Kivón |                        |           |                         |         |                   |                 |         |         |         |         |         |         |         |

| Fecha 7                          | Fecha 7         | Fecha 7   | Fecha 7                 | Fecha 7 | Fecha 7           | Fecha 7         | Fecha 7 | Fecha 7 | Fecha 7 | Fecha 7 | Fecha 7 | Fecha 7 | Fecha 7 |
|                                  | Local           | Resultado | Visitante               |         | Estadio           | Fecha           | Hora    |         |         |         |         |         |         |
| -------------------------------- | --------------- | --------- | ----------------------- | ------- | ----------------- | --------------- | ------- | ------- | ------- | ------- | ------- | ------- | ------- |
|                                  | Torre Fuerte    | 0 - 1     | Mariscal Sucre          |         | Edgar Peña        | 4 de septiembre | 15:30   |         |         |         |         |         |         |
|                                  | Deportivo Kivón | 3 - 1     | San Joaquín Gota de Oro |         | Yoyo Zambrano     | 4 de septiembre | 20:00   |         |         |         |         |         |         |
|                                  | Real Santa Cruz | 2 - 0     | Vaca Díez               |         | Juan Carlos Durán | 5 de septiembre | 15:00   |         |         |         |         |         |         |
| Descansa: Universitario del Beni |                 |           |                         |         |                   |                 |         |         |         |         |         |         |         |

| Fecha 8                           | Fecha 8                | Fecha 8   | Fecha 8         | Fecha 8 | Fecha 8                | Fecha 8          | Fecha 8 | Fecha 8 | Fecha 8 | Fecha 8 | Fecha 8 | Fecha 8 | Fecha 8 |
|                                   | Local                  | Resultado | Visitante       |         | Estadio                | Fecha            | Hora    |         |         |         |         |         |         |
| --------------------------------- | ---------------------- | --------- | --------------- | ------- | ---------------------- | ---------------- | ------- | ------- | ------- | ------- | ------- | ------- | ------- |
|                                   | Real Santa Cruz        | 0 - 0     | Torre Fuerte    |         | Juan Carlos Durán      | 15 de septiembre | 15:30   |         |         |         |         |         |         |
|                                   | Universitario del Beni | 0 - 4     | Deportivo Kivón |         | Yoyo Zambrano          | 15 de septiembre | 15:30   |         |         |         |         |         |         |
|                                   | Mariscal Sucre         | 2 - 3     | Vaca Díez       |         | Roberto Jordán Cuellar | 15 de septiembre | 15:30   |         |         |         |         |         |         |
| Descansa: San Joaquín Gota de Oro |                        |           |                 |         |                        |                  |         |         |         |         |         |         |         |

| Fecha 9                | Fecha 9                 | Fecha 9   | Fecha 9         | Fecha 9 | Fecha 9                   | Fecha 9          | Fecha 9 | Fecha 9 | Fecha 9 | Fecha 9 | Fecha 9 | Fecha 9 | Fecha 9 |
| ---------------------- | ----------------------- | --------- | --------------- | ------- | ------------------------- | ---------------- | ------- | ------- | ------- | ------- | ------- | ------- | ------- |
|                        | Local                   | Resultado | Visitante       |         | Estadio                   | Fecha            | Hora    |         |         |         |         |         |         |
|                        | Deportivo Kivón         | 0 - 4     | Mariscal Sucre  |         | Yoyo Zambrano             | 21 de septiembre | 15:30   |         |         |         |         |         |         |
|                        | Universitario del Beni  | 1 - 6     | Vaca Díez       |         | Yoyo Zambrano             | 22 de septiembre | 15:30   |         |         |         |         |         |         |
|                        | San Joaquín Gota de Oro | 1 - 2     | Real Santa Cruz |         | Enrique Giese - Riberalta | 22 de septiembre | 15:30   |         |         |         |         |         |         |
| Descansa: Torre Fuerte |                         |           |                 |         |                           |                  |         |         |         |         |         |         |         |

| Fecha 10                  | Fecha 10                | Fecha 10  | Fecha 10       | Fecha 10 | Fecha 10                  | Fecha 10         | Fecha 10 | Fecha 10 | Fecha 10 | Fecha 10 | Fecha 10 | Fecha 10 | Fecha 10 |
| ------------------------- | ----------------------- | --------- | -------------- | -------- | ------------------------- | ---------------- | -------- | -------- | -------- | -------- | -------- | -------- | -------- |
|                           | Local                   | Resultado | Visitante      |          | Estadio                   | Fecha            | Hora     |          |          |          |          |          |          |
|                           | San Joaquín Gota de Oro | 1 - 4     | Torre Fuerte   |          | Enrique Giese - Riberalta | 25 de septiembre | 15:30    |          |          |          |          |          |          |
|                           | Universitario del Beni  | 1 - 3     | Mariscal Sucre |          | Yoyo Zambrano             | 25 de septiembre | 19:30    |          |          |          |          |          |          |
|                           | Deportivo Kivón         | 2 - 2     | Vaca Díez      |          | Yoyo Zambrano             | 26 de septiembre | 19:30    |          |          |          |          |          |          |
| Descansa: Real Santa Cruz |                         |           |                |          |                           |                  |          |          |          |          |          |          |          |

| Fecha 11                 | Fecha 11        | Fecha 11  | Fecha 11                | Fecha 11 | Fecha 11               | Fecha 11     | Fecha 11 | Fecha 11 | Fecha 11 | Fecha 11 | Fecha 11 | Fecha 11 | Fecha 11 |
| ------------------------ | --------------- | --------- | ----------------------- | -------- | ---------------------- | ------------ | -------- | -------- | -------- | -------- | -------- | -------- | -------- |
|                          | Local           | Resultado | Visitante               |          | Estadio                | Fecha        | Hora     |          |          |          |          |          |          |
|                          | Torre Fuerte    | 5 - 1     | Deportivo Kivón         |          | Juan Carlos Durán      | 5 de octubre | 15:30    |          |          |          |          |          |          |
|                          | Real Santa Cruz | 7 - 1     | Universitario del Beni  |          | Juan Carlos Durán      | 6 de octubre | 15:30    |          |          |          |          |          |          |
|                          | Vaca Díez       | 3 - 0     | San Joaquín Gota de Oro |          | Roberto Jordán Cuéllar | 6 de octubre | 16:00    |          |          |          |          |          |          |
| Descansa: Mariscal Sucre |                 |           |                         |          |                        |              |          |          |          |          |          |          |          |

| Fecha 12            | Fecha 12        | Fecha 12  | Fecha 12                | Fecha 12 | Fecha 12               | Fecha 12     | Fecha 12 | Fecha 12 | Fecha 12 | Fecha 12 | Fecha 12 | Fecha 12 | Fecha 12 |
| ------------------- | --------------- | --------- | ----------------------- | -------- | ---------------------- | ------------ | -------- | -------- | -------- | -------- | -------- | -------- | -------- |
|                     | Local           | Resultado | Visitante               |          | Estadio                | Fecha        | Hora     |          |          |          |          |          |          |
|                     | Torre Fuerte    | 5 - 0     | Universitario del Beni  |          | Juan Carlos Durán      | 9 de octubre | 13:00    |          |          |          |          |          |          |
|                     | Real Santa Cruz | 5 - 0     | Deportivo Kivón         |          | Juan Carlos Durán      | 9 de octubre | 15:30    |          |          |          |          |          |          |
|                     | Mariscal Sucre  | 5 - 1     | San Joaquín Gota de Oro |          | Roberto Jordán Cuéllar | 9 de octubre | 20:30    |          |          |          |          |          |          |
| Descansa: Vaca Díez |                 |           |                         |          |                        |              |          |          |          |          |          |          |          |

| Fecha 13                  | Fecha 13                | Fecha 13  | Fecha 13               | Fecha 13 | Fecha 13                  | Fecha 13      | Fecha 13 | Fecha 13 | Fecha 13 | Fecha 13 | Fecha 13 | Fecha 13 | Fecha 13 |
| ------------------------- | ----------------------- | --------- | ---------------------- | -------- | ------------------------- | ------------- | -------- | -------- | -------- | -------- | -------- | -------- | -------- |
|                           | Local                   | Resultado | Visitante              |          | Estadio                   | Fecha         | Hora     |          |          |          |          |          |          |
|                           | Mariscal Sucre          | 1 - 3     | Real Santa Cruz        |          | Roberto Jordán Cuéllar    | 12 de octubre | 15:30    |          |          |          |          |          |          |
|                           | San Joaquín Gota de Oro | 3 - 1     | Universitario del Beni |          | Enrique Giese - Riberalta | 13 de octubre | 15:30    |          |          |          |          |          |          |
|                           | Vaca Díez               | 6 - 1     | Torre Fuerte           |          | Roberto Jordán Cuéllar    | 13 de octubre | 16:00    |          |          |          |          |          |          |
| Descansa: Deportivo Kivón |                         |           |                        |          |                           |               |          |          |          |          |          |          |          |

| Fecha 14                         | Fecha 14                | Fecha 14  | Fecha 14        | Fecha 14 | Fecha 14                  | Fecha 14      | Fecha 14 | Fecha 14 | Fecha 14 | Fecha 14 | Fecha 14 | Fecha 14 | Fecha 14 |
| -------------------------------- | ----------------------- | --------- | --------------- | -------- | ------------------------- | ------------- | -------- | -------- | -------- | -------- | -------- | -------- | -------- |
|                                  | Local                   | Resultado | Visitante       |          | Estadio                   | Fecha         | Hora     |          |          |          |          |          |          |
|                                  | Mariscal Sucre          | 1 - 1     | Torre Fuerte    |          | Roberto Jordán Cuéllar    | 16 de octubre | 20:30    |          |          |          |          |          |          |
|                                  | San Joaquín Gota de Oro | 1 - 3     | Deportivo Kivón |          | Enrique Giese - Riberalta | 17 de octubre | 15:30    |          |          |          |          |          |          |
|                                  | Vaca Díez               | 2 - 1     | Real Santa Cruz |          | Roberto Jordán Cuéllar    | 17 de octubre | 20:00    |          |          |          |          |          |          |
| Descansa: Universitario del Beni |                         |           |                 |          |                           |               |          |          |          |          |          |          |          |

### Grupo C
Chuquisaca,  Potosí y  Tarija.

|  | Equipos clasificados a la segunda fase de la Copa Simón Bolivar |
|  | Equipos eliminados.                                             |

| Pos. | Equipo                   | Pts. | PJ | PG | PE | PP | GF | GC | DG  |
| ---- | ------------------------ | ---- | -- | -- | -- | -- | -- | -- | --- |
| 1°   | Real Tomayapo            | 29   | 14 | 9  | 2  | 3  | 48 | 16 | +32 |
| 2°   | Stormers San Lorenzo     | 29   | 14 | 9  | 2  | 3  | 28 | 18 | +10 |
| 3°   | Universitario de Sucre   | 27   | 14 | 8  | 3  | 3  | 34 | 17 | +17 |
| 4°   | Independiente Petrolero  | 25   | 14 | 7  | 4  | 3  | 43 | 21 | +22 |
| 5°   | Nacional SENAC           | 20   | 14 | 5  | 5  | 4  | 26 | 19 | +7  |
| 6°   | Stormers                 | 15   | 14 | 4  | 3  | 7  | 22 | 28 | -6  |
| 7°   | Deportivo Fortaleza      | 6    | 14 | 1  | 3  | 10 | 14 | 62 | -48 |
| 8°   | Wilstermann-Cooperativas | 5    | 14 | 1  | 2  | 11 | 13 | 47 | -34 |

Pts = Puntos; PJ = Partidos Jugados; G = Partidos Ganados; E = Partidos Empatados; P = Partidos Perdidos; GF = Goles Anotados; GC = Goles Recibidos; Dif = Diferencia de gol

#### Fixture
|  | Local                    | Resultado | Visitante            |  | Estadio               | Fecha       | Hora  |
|  | Wilstermann Cooperativas | 3 - 0     | Deportivo Fortaleza  |  | Víctor Agustín Ugarte | 27 de julio | 15:30 |
|  | Universitario de Sucre   | 0 - 2     | Nacional SENAC       |  | Olímpico Patria       | 27 de julio | 15:30 |
|  | Independiente Petrolero  | 4 - 2     | Stormers-San Lorenzo |  | Olímpico Patria       | 28 de julio | 15:30 |
|  | Real Tomayapo            | 5 - 0     | Stormers             |  | IV Centenario         | 28 de julio | 15:30 |

|  | Local                   | Resultado | Visitante                |  | Estadio                   | Fecha       | Hora  |
|  | Independiente Petrolero | 1 - 2     | Real Tomayapo            |  | Olímpico Patria           | 2 de agosto | 15:30 |
|  | Stormers                | 2 - 3     | Universitario de Sucre   |  | Olímpico Patria           | 3 de agosto | 15:30 |
|  | Nacional SENAC          | 2 - 0     | Wilstermann Cooperativas |  | IV Centenario             | 3 de agosto | 15:30 |
|  | Stormers San Lorenzo    | 3 - 0     | Deportivo Fortaleza      |  | Serafín Ferreira - Catavi | 3 de agosto | 15:30 |

| Fecha 3 | Fecha 3                  | Fecha 3   | Fecha 3                 | Fecha 3 | Fecha 3               | Fecha 3     | Fecha 3 | Fecha 3 | Fecha 3 | Fecha 3 | Fecha 3 | Fecha 3 | Fecha 3 |
| ------- | ------------------------ | --------- | ----------------------- | ------- | --------------------- | ----------- | ------- | ------- | ------- | ------- | ------- | ------- | ------- |
|         | Local                    | Resultado | Visitante               |         | Estadio               | Fecha       | Hora    |         |         |         |         |         |         |
|         | Deportivo Fortaleza      | 1 - 1     | Nacional SENAC          |         | Provincial de Yacuiba | 6 de agosto | 15:30   |         |         |         |         |         |         |
|         | Real Tomayapo            | 2 - 3     | Stormers San Lorenzo    |         | IV Centenario         | 6 de agosto | 15:30   |         |         |         |         |         |         |
|         | Universitario de Sucre   | 2 - 2     | Independiente Petrolero |         | Olímpico Patria       | 6 de agosto | 15:30   |         |         |         |         |         |         |
|         | Wilstermann-Cooperativas | 0 - 2     | Stormers                |         | Miniers Pailaviri     | 7 de agosto | 15:30   |         |         |         |         |         |         |
| 1.      |                          |           |                         |         |                       |             |         |         |         |         |         |         |         |

|  | Independiente Petrolero | 4 - 0 | Wilstermann-Cooperativas |  | Olímpico Patria           | 10 de agosto | 15:30 |
|  | Stormers                | 4 - 1 | Deportivo Fortaleza      |  | Olímpico Patria           | 11 de agosto | 15:30 |
|  | Real Tomayapo           | 5 - 1 | Universitario de Sucre   |  | IV Centenario             | 11 de agosto | 15:30 |
|  | Stormers San Lorenzo    | 2 - 1 | Nacional SENAC           |  | Serafín Ferreira - Catavi | 11 de agosto | 15:30 |

| Fecha 5 | Fecha 5                  | Fecha 5   | Fecha 5                 | Fecha 5 | Fecha 5               | Fecha 5      | Fecha 5 | Fecha 5 | Fecha 5 | Fecha 5 | Fecha 5 | Fecha 5 | Fecha 5 |
|         | Local                    | Resultado | Visitante               |         | Estadio               | Fecha        | Hora    |         |         |         |         |         |         |
| ------- | ------------------------ | --------- | ----------------------- | ------- | --------------------- | ------------ | ------- | ------- | ------- | ------- | ------- | ------- | ------- |
|         | Wilstermann-Cooperativas | 1 - 6     | Real Tomayapo           |         | Víctor Agustín Ugarte | 17 de agosto | 11:00   |         |         |         |         |         |         |
|         | Universitario de Sucre   | 1 - 0     | Stormers San Lorenzo    |         | Olímpico Patria       | 18 de agosto | 15:30   |         |         |         |         |         |         |
|         | Deportivo Fortaleza      | 2:1 → 0:3 | Independiente Petrolero |         | Provincial de Yacuiba | 18 de agosto | 15:30   |         |         |         |         |         |         |
|         | Nacional SENAC           | 1 - 1     | Stormers                |         | IV Centenario         | 18 de agosto | 15:30   |         |         |         |         |         |         |
| 1.      |                          |           |                         |         |                       |              |         |         |         |         |         |         |         |

|  | Universitario de Sucre  | 2 - 1 | Wilstermann-Cooperativas |  | Olímpico Patria           | 24 de agosto | 15:30 |
|  | Independiente Petrolero | 3 - 1 | Nacional SENAC           |  | Olímpico Patria           | 25 de agosto | 15:30 |
|  | Stormers San Lorenzo    | 4 - 0 | Stormers                 |  | Serafín Ferreira - Catavi | 25 de agosto | 15:30 |
|  | Real Tomayapo           | 1 - 1 | Deportivo Fortaleza      |  | IV Centenario             | 25 de agosto | 15:30 |

|  | Wilstermann-Cooperativas | 2 - 3 | Stormers San Lorenzo    |  | Víctor Agustín Ugarte | 31 de agosto | 11:00 |
|  | Stormers                 | 0 - 1 | Independiente Petrolero |  | Olímpico Patria       | 31 de agosto | 15:30 |
|  | Deportivo Fortaleza      | 0 - 4 | Universitario de Sucre  |  | Provincial de Yacuiba | 31 de agosto | 15:30 |
|  | Nacional SENAC           | 1 - 1 | Real Tomayapo           |  | IV Centenario         | 31 de agosto | 20:00 |

|  | Stormers San Lorenzo | 2 - 1 | Independiente Petrolero  |  | Serafín Ferreira - Catavi | 8 de septiembre | 15:30 |
|  | Stormers             | 1 - 4 | Real Tomayapo            |  | Olímpico Patria           | 8 de septiembre | 15:30 |
|  | Nacional SENAC       | 0 - 1 | Universitario de Sucre   |  | IV Centenario             | 8 de septiembre | 15:30 |
|  | Deportivo Fortaleza  | 6 - 0 | Wilstermann-Cooperativas |  | Provincial de Yacuiba     | 8 de septiembre | 15:30 |

|  | Local                    | Resultado | Visitante               |  | Estadio               | Fecha            | Hora  |
|  | Wilstermann-Cooperativas | 1 - 1     | Nacional SENAC          |  | Víctor Agustín Ugarte | 14 de septiembre | 11:00 |
|  | Deportivo Fortaleza      | 0 - 0     | Stormers San Lorenzo    |  | Provincial de Yacuiba | 15 de septiembre | 15:30 |
|  | Universitario de Sucre   | 2 - 2     | Stormers                |  | Olímpico Patria       | 15 de septiembre | 15:30 |
|  | Real Tomayapo            | 4 - 3     | Independiente Petrolero |  | IV Centenario         | 15 de septiembre | 15:30 |

|  | Stormers                | 3 - 1 | Wilstermann-Cooperativas |  | Olímpico Patria           | 21 de septiembre | 15:30 |
|  | Independiente Petrolero | 0 - 0 | Universitario de Sucre   |  | Olímpico Patria           | 22 de septiembre | 15:30 |
|  | Stormers San Lorenzo    | 3 - 0 | Real Tomayapo            |  | Serafín Ferreira - Catavi | 22 de septiembre | 15:30 |
|  | Nacional SENAC          | 7 - 2 | Deportivo Fortaleza      |  | IV Centenario             | 22 de septiembre | 15:30 |

|  | Universitario de Sucre   | 1 - 0 | Real Tomayapo           |  | Olímpico Patria       | 29 de septiembre | 15:30 |
|  | Nacional SENAC           | 4 - 1 | Stormers San Lorenzo    |  | IV Centenario         | 29 de septiembre | 15:30 |
|  | Deportivo Fortaleza      | 0 - 3 | Stormers                |  | Provincial de Yacuiba | 29 de septiembre | 15:30 |
|  | Wilstermann-Cooperativas | 0 - 4 | Independiente Petrolero |  | Víctor Agustín Ugarte | 29 de septiembre | 15:30 |

|  | Stormers                | 1 - 2  | Nacional SENAC           |  | Olímpico Patria           | 5 de octubre | 15:30 |
|  | Independiente Petrolero | 14 - 1 | Deportivo Fortaleza      |  | Olímpico Patria           | 6 de octubre | 15:30 |
|  | Stormers San Lorenzo    | 1 - 0  | Universitario de Sucre   |  | Serafín Ferreira - Catavi | 6 de octubre | 15:30 |
|  | Real Tomayapo           | 6 - 0  | Wilstermann-Cooperativas |  | IV Centenario             | 6 de octubre | 15:30 |

|  | Stormers                 | 1 - 2  | Stormers San Lorenzo    |  | Olímpico Patria       | 13 de octubre | 15:30 |
|  | Nacional SENAC           | 3 - 3  | Independiente Petrolero |  | IV Centenario         | 13 de octubre | 15:30 |
|  | Deportivo Fortaleza      | 0 - 10 | Real Tomayapo           |  | Provincial de Yacuiba | 13 de octubre | 15:30 |
|  | Wilstermann-Cooperativas | 2 - 6  | Universitario de Sucre  |  | Potosí                | 13 de octubre | 15:30 |

|  | Real Tomayapo           | 2 - 0  | Nacional SENAC           |  | IV Centenario             | 18 de octubre | 15:30 |
|  | Universitario de Sucre  | 11 - 0 | Deportivo Fortaleza      |  | Lourdes - Yotala          | 18 de octubre | 15:30 |
|  | Independiente Petrolero | 2 - 2  | Stormers                 |  | Olímpico Patria           | 18 de octubre | 15:30 |
|  | Stormers San Lorenzo    | 2 - 2  | Wilstermann-Cooperativas |  | Serafín Ferreira - Catavi | 19 de octubre | 15:00 |

## Segunda Fase

### Sorteo de llaves
Los 2 mejores equipos de cada grupo clasificaron a esta fase y fueron emparejados mediante un sorteo que llevó a cabo el 22 de octubre en una reunión auspiciada por la Federación Boliviana de Fútbol en la ciudad de Santa Cruz de la Sierra con los representantes de los seis equipos clasificados, para definir las llaves de acceso a la Fase Eliminatoria. Clasificarán los 3 ganadores de las tres llaves y el mejor perdedor.
Sin embargo, tras las revueltas ocasionadas por la reelección del presidente Evo Morales y las dificultades surgidas de  transporte de los equipos a raíz de este suceso, la Federación Boliviana de Fútbol acordó el 24 de octubre, dos días después del sorteo, de mover las fechas pactadas que correspondían a esta etapa.
| Bombo 1 (Cabezas de serie)                                                                 | Bombo 2                                                                                              |
| ------------------------------------------------------------------------------------------ | --- |
| Atlético Palmaflor Primero Grupo A Vaca Díez Primero Grupo B Real Tomayapo Primero Grupo C | Deportivo FATIC Segundo Grupo A Real Santa Cruz Segundo Grupo B Stormers San Lorenzo Segundo Grupo C |

Vaca Díez - Deportivo FATIC
| 27 de octubre de 2019, 15:30 (UTC-4) | Deportivo FATIC                                                   | 4:0 (0:0) | Vaca Díez | Estadio de Villa Ingenio, El Alto |                             |
|                                      | Juan Carlos Klock 59' 75' · Bismark Ubah 65' · Miguel Cabrera 89' | Reporte   |           | Árbitro(s): Dilio Rodríguez       | Árbitro(s): Dilio Rodríguez |

| 1 de diciembre de 2019, 15:00 (UTC-4) | Vaca Díez             | 1:1 (0:0) | Deportivo FATIC         | Estadio Roberto Jordán Cuéllar, Cobija |  |
|                                       | James Roca 67' (pen.) |           | 48' (pen.) Bismark Ubah |                                        |  |

Atlético Palmaflor - Real Santa Cruz
| 17 de noviembre de 2019, 15:30 (UTC-4) | Real Santa Cruz                                    | 3:1 (1:1) | Atlético Palmaflor   | Estadio Juan Carlos Durán, Santa Cruz de la Sierra |  |
|                                        | Martín Palavicini 17' · Miguel Ángel Pérez 59' 76' |           | Thiago Dos Santos 2' |                                                    |  |

| 1 de diciembre de 2019, 15:00 (UTC-4) | Atlético Palmaflor                                                                          | 3:1 (2:1) (3:4 p.)         | Real Santa Cruz                                                                                   | Municipal de Quillacollo, Quillacollo |  |
|                                       | Thiago Dos Santos 20' 79' · Diego Valencia 27'                                              |                            | 29' Rodrigo Lafuente                                                                              |                                       |  |
|                                       |                                                                                             | Tiros desde el punto penal |                                                                                                   |                                       |  |
|                                       | Thiago Dos Santos · Adalid Terrazas · Leonardo Durán · Raúl Balderrama · Juan Carlos Robles |                            | Martín Palavicini · Miguel Ángel Pérez · Juan Felipe Fajardo · Rodrigo Lafuente · Richard Spenhay |                                       |  |

Real Tomayapo - Stormers San Lorenzo
| 23 de noviembre de 2019, 13:30 (UTC-4) | Stormers San Lorenzo | 0:1 (0:1) | Real Tomayapo         | Estadio Potosí AFP, Potosí |  |
|                                        |                      |           | 34' Cristian Valencia |                            |  |

| 1 de diciembre de 2019, 15:00 (UTC-4) | Real Tomayapo                  | 3:3 (1:1) | Stormers San Lorenzo                            | Estadio IV Centenario, Tarija |  |
|                                       | Juan Carlos Silos 8' 90' 90+5' |           | 11' 71' Regis de Souza · 85' Miguel Ángel Hoyos |                               |  |

### Posiciones en segunda fase
Tomado como el criterio de desempate y de selección del mejor perdedor.
| Equipo               | Pts. | PJ | PG | PE | PP | GF | GC | DG | Grp. |
| -------------------- | ---- | -- | -- | -- | -- | -- | -- | -- | ---- |
| Deportivo FATIC      | 4    | 2  | 1  | 1  | 0  | 5  | 1  | +4 | A    |
| Real Tomayapo        | 4    | 2  | 1  | 1  | 0  | 4  | 3  | +1 | C    |
| Real Santa Cruz      | 3    | 2  | 1  | 0  | 1  | 4  | 4  | 0  | B    |
| Atlético Palmaflor   | 3    | 2  | 1  | 0  | 1  | 4  | 4  | 0  | A    |
| Stormers San Lorenzo | 1    | 2  | 0  | 1  | 1  | 3  | 4  | -1 | C    |
| Vaca Díez            | 1    | 2  | 0  | 1  | 1  | 1  | 5  | -4 | B    |

## Fase eliminatoria

### Sorteo de llaves
| Bombo 1 (Cabezas de serie)    | Bombo 2                            |
| ----------------------------- | ---------------------------------- |
| Deportivo FATIC Real Tomayapo | Atlético Palmaflor Real Santa Cruz |

### Cuadro de desarrollo
|  | Semifinales                  | Semifinales                  | Semifinales                  | Semifinales                  |   |                    | Final                        | Final                        | Final                        | Final                        |  |
|  | 7 al 15 de diciembre de 2019 | 7 al 15 de diciembre de 2019 | 7 al 15 de diciembre de 2019 | 7 al 15 de diciembre de 2019 |   |                    | 19 y 22 de diciembre de 2019 | 19 y 22 de diciembre de 2019 | 19 y 22 de diciembre de 2019 | 19 y 22 de diciembre de 2019 |  |
|  |                              |                              |                              |                              |   |                    |                              |                              |                              |                              |  |
|  |                              |                              |                              |                              |   |                    |                              |                              |                              |                              |  |
|  | Deportivo FATIC              | 0                            | 1                            | 1                            |   |                    |                              |                              |                              |                              |  |
|  | Deportivo FATIC              | 0                            | 1                            | 1                            |   |                    |                              |                              |                              |                              |  |
|  | Atlético Palmaflor           | 4                            | 1                            | 5                            |   |                    |                              |                              |                              |                              |  |
|  | Atlético Palmaflor           | 4                            | 1                            | 5                            |   | Atlético Palmaflor | 1                            | 2                            | 3                            |                              |  |
|  |                              |                              |                              |                              |   | Atlético Palmaflor | 1                            | 2                            | 3                            |                              |  |
|  |                              |                              | Real Santa Cruz              | 0                            | 0 | 0                  |                              |                              |                              |                              |  |
|  | Real Tomayapo                | 0                            | Real Santa Cruz              | 0                            | 0 | 0                  | 2                            | 2 (2)                        |                              |                              |  |
|  | Real Tomayapo                | 0                            |                              |                              |   |                    | 2                            | 2 (2)                        |                              |                              |  |
|  | Real Santa Cruz (p.)         | 1                            | 1                            | 2 (4)                        |   |                    |                              |                              |                              |                              |  |
|  | Real Santa Cruz (p.)         | 1                            | 1                            | 2 (4)                        |   |                    |                              |                              |                              |                              |  |
|  |                              |                              |                              |                              |   |                    |                              |                              |                              |                              |  |

### Semifinales
Real Tomayapo vs. Real Santa Cruz
| 7 de diciembre de 2019, 15:30 (UTC-4) | Real Santa Cruz     | 1:0 (0:0) | Real Tomayapo | Estadio Ramón Aguilera Costas, Santa Cruz de la Sierra |  |
|                                       | Richard Spenhay 83' |           |               |                                                        |  |

| 15 de diciembre de 2019, 15:30 (UTC-4) | Real Tomayapo                                                                   | 2:1 (1:0) (3:4 p.)         | Real Santa Cruz                                                                | Estadio IV Centenario, Tarija |  |
|                                        | Juan Carlos Silos 8' 33'                                                        |                            | 66' Miguel Ángel Pérez                                                         |                               |  |
|                                        |                                                                                 | Tiros desde el punto penal |                                                                                |                               |  |
|                                        | Javier Martínez · Juan Carlos Figueroa · Cristhian Valencia · Juan Carlos Silos |                            | Martín Palavicini · Miguel Ángel Pérez · Richard Spenhay · Juan Felipe Fajardo |                               |  |

Deportivo FATIC vs. Atlético Palmaflor
| 8 de diciembre de 2019, 15:30 (UTC-4) | Atlético Palmaflor                                | 4:0 (1:0) | Deportivo FATIC | Municipal de Quillacollo, Quillacollo |  |
|                                       | Ariel Jaldín 35' 90+3' · Leonardo Durán 84' 90+4' |           |                 |                                       |  |

| 15 de diciembre de 2019, 15:30 (UTC-4) | Deportivo FATIC  | 1:1 (1:0) | Atlético Palmaflor | Estadio de Villa Ingenio, El Alto |  |
|                                        | Bismark Ubah 65' |           | Ariel Jaldín 17'   |                                   |  |

### Finales
Real Santa Cruz - Atlético Palmaflor
| Ida; 18 de diciembre, 15:00 (UTC-4) | Real Santa Cruz | 0:1 (0:0) | Atlético Palmaflor            | Estadio Ramón Aguilera Costas, Santa Cruz de la Sierra |  |
|                                     |                 |           | Juan Carlos Robles 73' (pen.) |                                                        |  |

| Vuelta; 22 de diciembre, 15:30 (UTC-4) | Atlético Palmaflor                                      | 2:0 (1:0) | Real Santa Cruz | Municipal de Quillacollo, Quillacollo |  |
|                                        | Juan Carlos Robles 43' (pen.) · Fabricio Bustamante 81' |           |                 |                                       |  |

|                                                                                        |
| Atlético Palmaflor 1.er título Copa Simón Bolívar Asciende a División Profesional 2020 |

## Partidos de ascenso y descenso indirecto
Inicialmente el partido debía disputarse entre el penúltimo equipo ubicado en la Tabla Acumulada y el subcampeón de la Copa Simón Bolívar 2019: Real Santa Cruz. Debido al marginamiento del club Sport Boys y al descenso directo del Club Destroyer's, el Comité Ejecutivo de la FBF, a través de resolución N.º 001/2020 - Artículo Tercero, determinó el ascenso directo de Real Santa Cruz a la Temporada 2020.

### Clasificación final
|                                                                    |                                                            |
| Destroyers Desciende a la Primera A de A.C.F. y Copa Simón Bolívar | Real Santa Cruz Asciende a la División Profesional en 2020 |

## Estadísticas

### Goleadores
| Jugador                             | Equipos                 | Goles | PJ | Media |
| ----------------------------------- | ----------------------- | ----- | -- | ----- |
| Juan Godoy                          | Independiente Petrolero | 7     | 5  | 1.4   |
| Pedro Taborga Bascope               | Vaca Diez               | 6     | 4  | 1.5   |
| Juan Carlos Silos                   | Real Tomayapo           | 6     | 5  | 1.2   |
| Cristhian Valencia Choque           | Real Tomayapo           | 6     | 5  | 1.2   |
| Juan Pablo Fiilpezuk                | Stormers San Lorenzo    | 5     | 5  | 1     |
| Thabiso Brown                       | Empresa Minera Huanuni  | 4     | 3  | 1.33  |
| Martín Palavicini                   | Real Santa Cruz         | 4     | 3  | 1.33  |
| Kevin Torres Miranda                | Independiente Petrolero | 4     | 5  | 0.8   |
| Henrry Torrez Rey                   | Universitario de Sucre  | 3     | 4  | 0.75  |
| Raúl Balderama Valles               | Atlético Palmaflor      | 2     | 2  | 1     |
| Wemerson Ferreira                   | Arauco Prado            | 2     | 2  | 1     |
| Miguel Ángel Pérez                  | Real Santa Cruz         | 2     | 2  | 1     |
| Jehanamed Castedo                   | Mariscal Sucre          | 2     | 3  | 0.67  |
| Pablo Moreira Rodrigues             | Mariscal Sucre          | 2     | 3  | 0.67  |
| Jorge Moroña Von Boeck              | Mariscal Sucre          | 2     | 3  | 0.67  |
| Adriano Narciso Aparecido           | Mariscal Sucre          | 2     | 3  | 0.67  |
| José Ortiz Castillo                 | Mariscal Sucre          | 2     | 3  | 0.67  |
| Pedro Orihuela Justiniano           | Universitario de Beni   | 2     | 3  | 0.67  |
| Carlos Adrián Espínola              | Stormers                | 2     | 4  | 0.5   |
| Facundo Cayetano Yáñez              | Nacional SENAC          | 2     | 4  | 0.5   |
| Luis Gonzales Casupa                | Stormers                | 2     | 4  | 0.5   |
| Miguel Ángel Hoyos                  | Stormers San Lorenzo    | 2     | 4  | 0.5   |
| Alahín Saavedra Suruy               | Stormers                | 2     | 4  | 0.5   |
| Actualizado el 13 de agosto de 2019 |                         |       |    |       |
|                                     |                         |       |    |       |

Fuente: Federación Boliviana de Fútbol / Periódico El País de Tarija

### Tripletes, pokers o más
| Grupo B - Fecha 2  | Martín Palavicini | 22' · 24' · 54'       | Real Santa Cruz         | 6:0 | San Joaquín Gota de Oro  |
| Grupo C - Fecha 4  | Juan Godoy        | 41' · 83' · 89'       | Independiente Petrolero | 4:0 | Wilstermann Cooperativas |
| Grupo A - Fecha 2  | Thabiso Brown     | 14' · 22' · 80'       | Arauco Prado            | 0:3 | Empresa Minera Huanuni   |
| Grupo C - Fecha 10 | Primo Romero      | 34' · 40' · 67' · 75' | Nacional SENAC          | 7:2 | Deportivo Fortaleza      |
| Grupo A - Fecha 8  | Thabiso Brown     | 24' · 56' · 70'       | Virgen de Chijipata     | 1:4 | Empresa Minera Huanuni   |

### Autogoles
| Juan Godoy             | Independiente Petrolero | 1 | Real Tomayapo   |  |  |  |  |  |  |  |
| Ronald Puma            | Deportivo Escara        | 1 | Deportivo FATIC |  |  |  |  |  |  |  |
| Carlos Adrián Espínola | Stormers                | 1 | Nacional SENAC  |  |  |  |  |  |  |  |
|                        |                         |   |                 |  |  |  |  |  |  |  |
|                        |                         |   |                 |  |  |  |  |  |  |  |

Fuente: Federación Boliviana de Fútbol

### Récords de goles
- Primer gol de la Copa Simón Bolívar 2019:
  -  Juan Pablo Zabala (11') (Grupo C - Fecha 1:  Wilstermann-Cooperativas  3  - 0 Deportivo Fortaleza )
- Último gol de la Copa Simón Bolívar 2019:
  -  Fabricio Bustamante (82') (Final - Partido de vuelta:  Atlético Palmaflor  2  - 0 Real Santa Cruz )
- Gol más rápido:
  -  Alex Fernández (11");(1')  (Grupo C - Fecha 9:  Real Tomayapo 4 - 3  Independiente Petrolero )
- Gol más cercano al final del encuentro:
  -  Rubén Solares (90+5')  (Grupo A - Fecha 6:  Atlético Palmaflor 2 - 1 Deportivo FATIC )
- Mayor número de goles marcados en un partido:
  - 15 goles (Grupo C - Fecha 12:  Independiente Petrolero  14  -  1  Deportivo Fortaleza )
- Mayor victoria de local:
  - (Grupo C - Fecha 12:  Independiente Petrolero  14  -  1  Deportivo Fortaleza )
- Mayor victoria de visita:
  - (Grupo A - Fecha 8:  Arauco Prado  0  -  6  Deportivo FATIC )